# Shatsk (huyện)
Huyện Shatsk (tiếng Ukraina: Шацький район, chuyển tự: Shatsks'kyi raion) là một huyện của tỉnh Volyn thuộc Ukraina. Huyện Shatsk có diện tích 759 kilômét vuông, dân số theo điều tra dân số ngày 5 tháng 12 năm 2001 là 18172 người với mật độ 24 người/km2. Trung tâm huyện nằm ở Shatsk.